# Hannaken

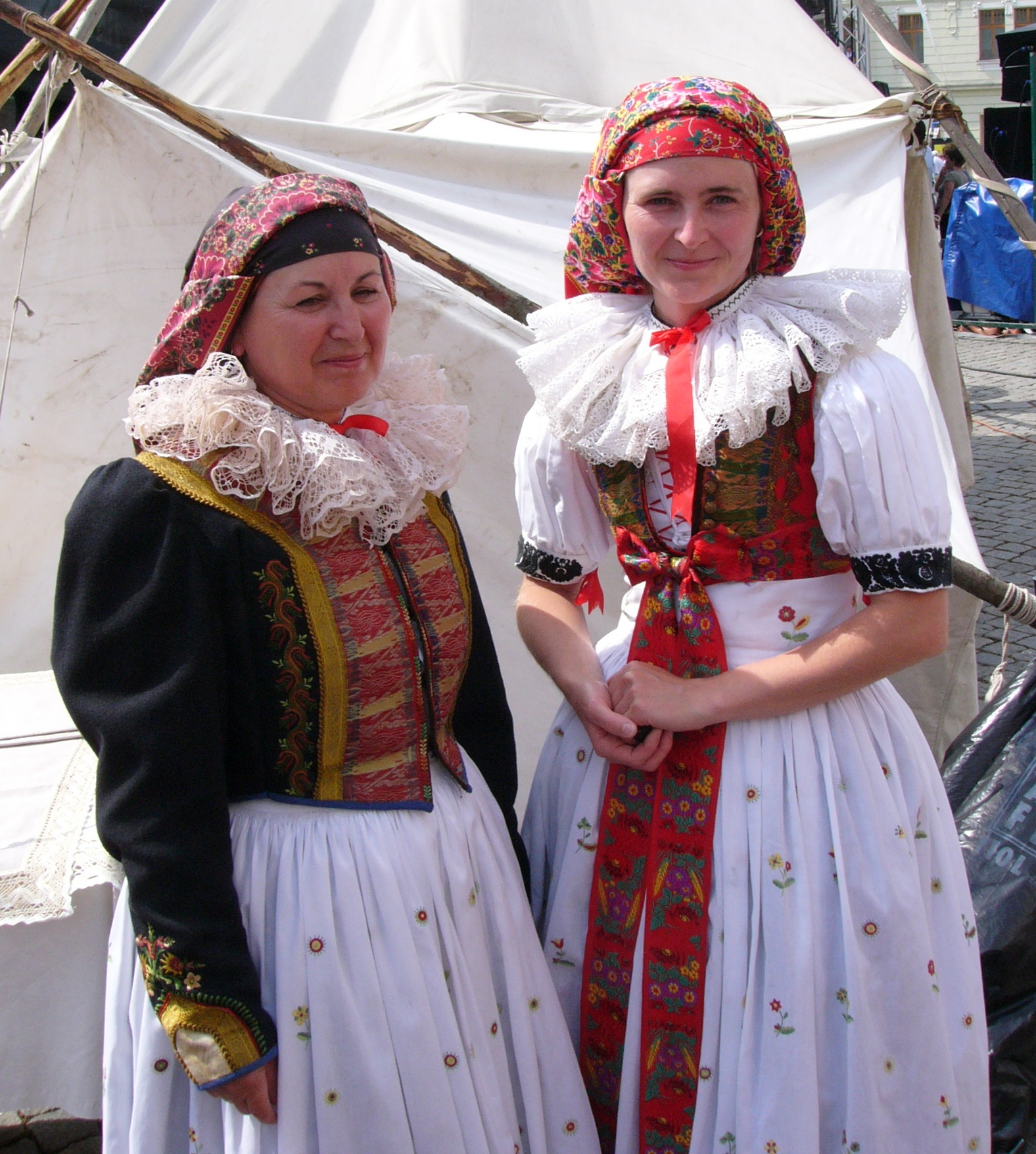
Hannakische Frauen in Tracht

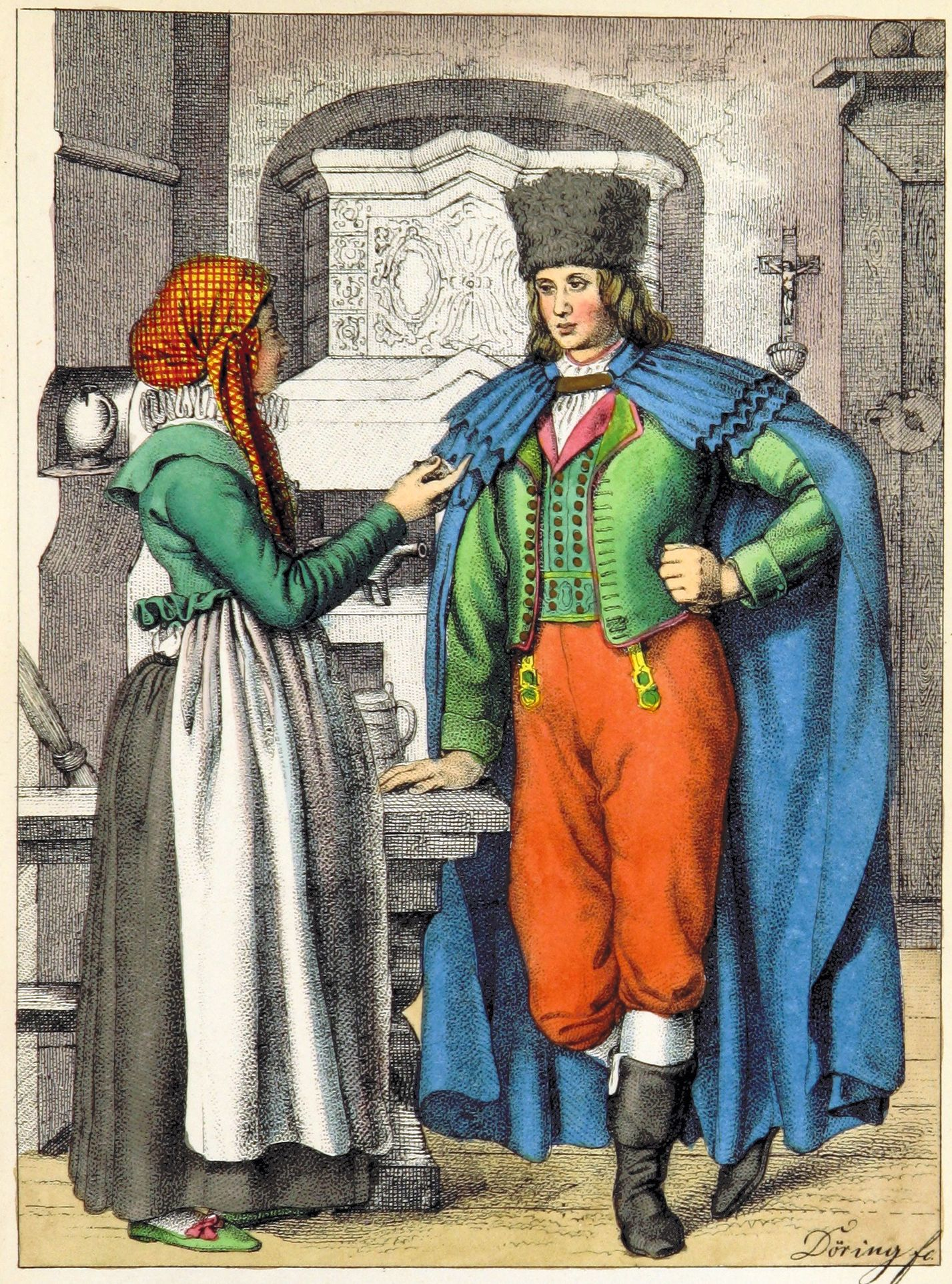
Vormalige Trachten der Hannaken

Hannaken (tschechisch Hanáci, älter auch Hanaken) ist eine Volksgruppe aus der Hanna in Mähren, Tschechien.
Die Volksgruppe hat eine eigene Kultur, Trachtenanzüge und eigene Mundart. Die Mundart weicht von der tschechischen Hochsprache deutlich ab. Im Raum Brünn wurde diese Mundart stark von der deutschen Sprache beeinflusst. Diese Mundart wird als Hantec bezeichnet.